# AKB48 夢想起飛
《AKB48 夢想起飛》（日語：DOCUMENTARY of AKB48 to be continued 10年後、少女たちは今の自分に何を思うのだろう?；直譯為「AKB48紀錄片：未完待續／10年後，少女們會如何看待今天的自己呢？」）是一部於2011年1月22日上映、以日本女子偶像團體AKB48為主角的紀錄電影。此片是一系列以AKB48為主題的紀錄電影系列之首作，由寒竹百合導演，並由曾執導《情書》一片的岩井俊二擔任製作總監。
電影上映時所使用的宣傳標語為「將AKB48的現在、甚至未来都描繪出的紀錄片，立刻獻給你！」

## 簡介
本片主要是以偶像組合AKB48在2010年一年間所發生各種事件作為題材的紀錄片，其中記錄了Team A、Team K和Team B的成員改變，在AKB48第二次選拔總選舉中、中央位置（center）成員由前田敦子交替到大島優子手上的變化，AKB48劇場5周年紀念公演等充滿激動情節的舞台幕後花絮，以及針對前田敦子、大島優子、渡邊麻友、柏木由紀、高橋南在內的15名選拔成員的真情訪問。

## 主題曲
《AKB48 夢想起飛》一片的主題曲《少女們》是一首專為了作為本紀錄片而製作的新曲，由秋元康作詞、小綱準作曲、生田真心編曲。該曲被收錄在電影上映後才發行的AKB48第三張專輯唱片《就是在這裡》中。

## 序幕片
在本片上映前，NHK綜合頻道曾在2011年1月8日播放過一部同樣是以AKB48為主題的電視紀錄片《AKB48 一毫米前方的未來》，作為紀錄電影的序幕。該片與《AKB48 夢想起飛》同樣是以2010年期間的AKB48活動紀錄為素材，但主要是以播出時已經畢業離團、原Team K主力成員之一的小野惠令奈作為主題，由播出當時擔任Team A隊長的高橋南擔任電視紀錄片旁白。此電視紀錄片之後以導演剪接版的型態收錄於《AKB48 夢想起飛》的電影DVD中，作為附錄特典。

## 工作人員
- 導演：寒竹百合
- 製作總監：岩井俊二
- 企劃：秋元康
- 製作：窪田康志、新坂純一、茂手木秀樹、岩井俊二
- 製作人：古澤佳寛、野上純一、高橋信一
- 攝影：神戸千木
- 採訪：加藤肇、北川亞矢子
- 剪輯：寒竹百合
- 整音：久連石由文
- 企劃、製作：Rockwell Eyes（ロックウェルアイズ）
- 協力：KRK PRODUCE、東京影片中心電影、演員專門學校（日语：東京フィルムセンター映画・俳優専門学校）
- 製作：AKS 、東宝、NHK ENTERPRISES、Rockwell Eyes
- 出品發行：東宝映像事業部、「DOCUMENTARY of AKB48」製作委員会

## 海外播映
《AKB48 夢想起飛》在日本首映後隔年的2012年5月18日時，與續作《AKB48 永遠在一起》兩片同時在台灣的部分電影院線進行限期播映。

## 軼事
岩井俊二曾替AKB48的第15首單曲作品、以合唱方式表現的畢業歌曲《櫻花印記》擔任宣傳影片（PV）導演。也由於這個淵源，在製作本片時委任了岩井擔任電影製作總監。

## 外部連結
- 紀錄電影官方網站
- 導演寒竹百合的訪問（页面存档备份，存于）（MyNavi）（日語）